# Totò al Giro d'Italia
Totò al giro d'Italia è un film del 1948 diretto da Mario Mattoli. È il primo film dove il nome di Totò compare anche nel titolo, e uno dei pochi film di Totò girati prevalentemente in esterni. Partecipano alla pellicola numerosi campioni di ciclismo dell'epoca: Fausto Coppi, Gino Bartali, Giancarlo Astrua, Louison Bobet, Ferdi Kübler, Fiorenzo Magni, Vito Ortelli, Vittorio Seghezzi e l'allora campione del mondo Alberic Schotte, oltre a sportivi di altre discipline quali i piloti Tazio Nuvolari e Jean-Pierre Wimille, il pugile Aldo Spoldi e il discobolo Giuseppe Tosi.

## Trama

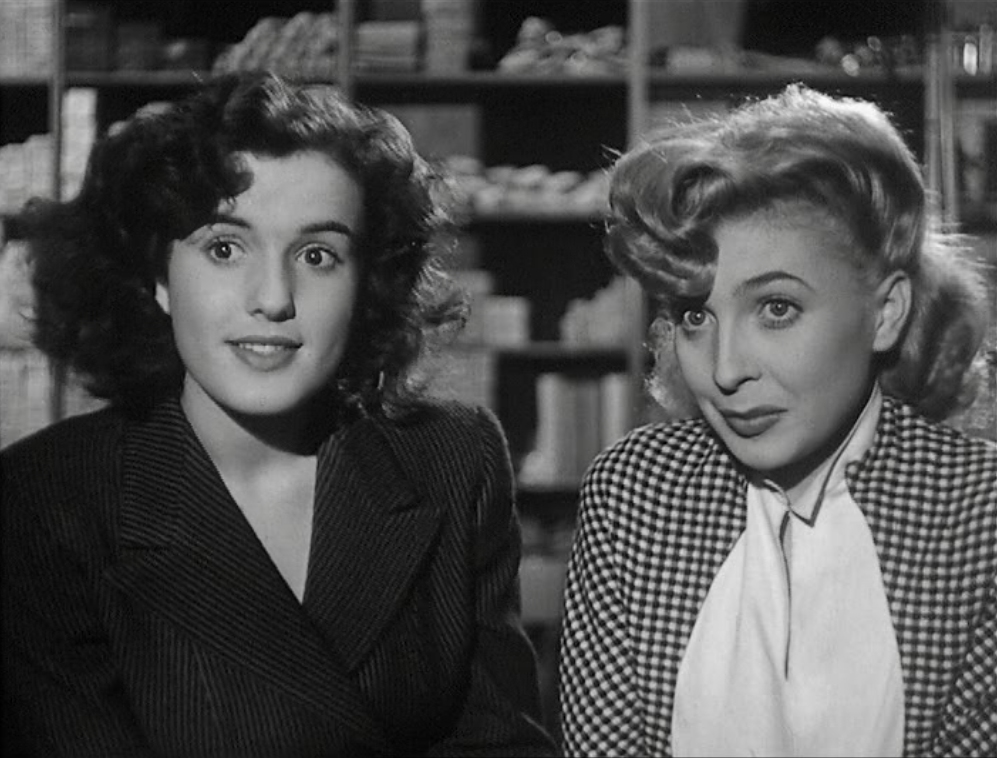
Fulvia Franco e Isa Barzizza in una scena del film

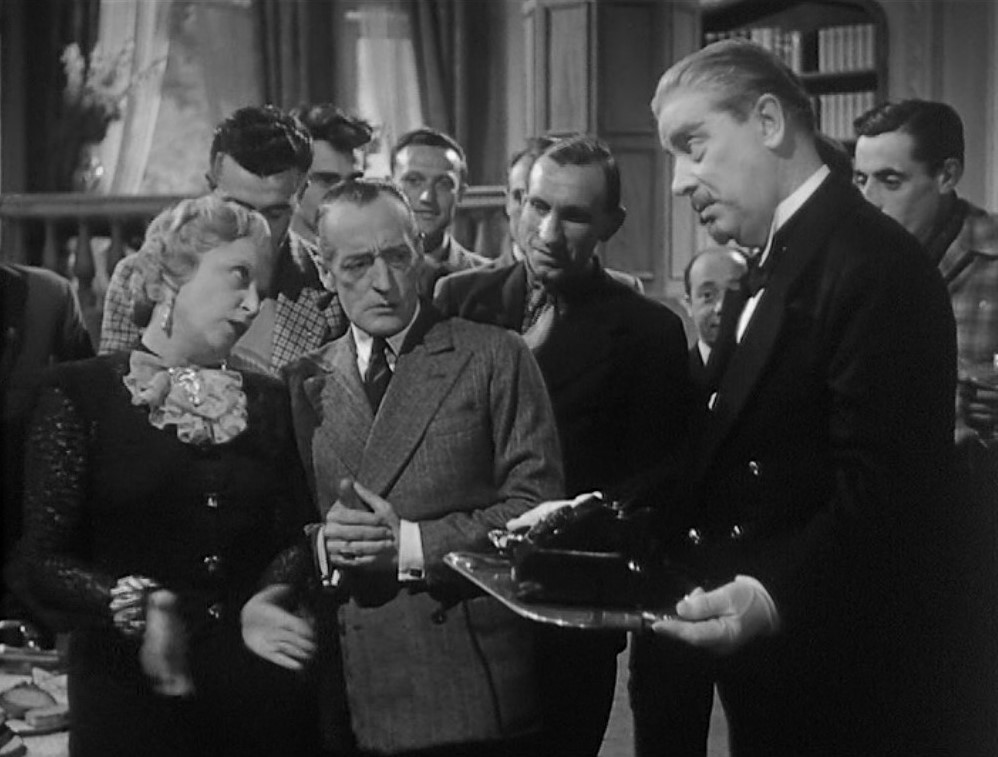
Giuditta Rissone, Totò e Carlo Micheluzzi nella scena finale del film

Il professor Casamandrei, insegnante in un liceo bresciano, partecipa, come membro della giuria, al concorso di Miss Italia dove si innamora di Doriana, anch'essa giurata, e le dichiara il suo amore. Lei non lo corrisponde e, prendendolo in giro, si dice disposta a sposarlo solo dopo che lui avrà vinto il Giro d'Italia. Il professore, incapace di andare in bicicletta ma follemente innamorato, è disposto a tutto pur di vincere e conquistare la bella Doriana, fino a quando il suo desiderio di vendere addirittura "l'anima al diavolo" viene colto alla lettera da un vero demonio, Filippo Cosmedin, che si adopera in tal senso proponendo un regolare contratto firmato da Totò col sangue.
Lo sconosciuto professore, iscrittosi a sorpresa alla "corsa rosa", comincia a vincere facilmente tutte le tappe, tra lo stupore di tutti e la rabbia dei numerosi campioni che vi prendono parte. Il patto col diavolo però comporta solo la vittoria al Giro, non certo la vita lunga e felice al fianco di Doriana che il professore aveva sognato: il contratto infatti prevede che, terminata la gara, il demonio potrà subito impadronirsi dell'anima del malcapitato, destinato quindi a morte e dannazione immediate.
Il professore, resosi conto della tragica situazione, cerca in tutti i modi di non vincere, anche con l'aiuto della stessa Doriana (che, commossa dalla vicenda del patto col diavolo, finisce per innamorarsi anche lei dell'uomo), del suo allenatore Renato e del meccanico Augusto, ma con scarsi risultati.
Fino alla vigilia dell'ultima tappa la maglia rosa è saldamente in suo possesso. Il giorno dell'ultima tappa Casamandrei sembra ormai rassegnato a vincere e a finire all'Inferno, ma si rivela provvidenziale l'intervento di sua madre, che con uno stratagemma (le donne ne sanno una più del diavolo) addormenta Cosmedin, giunto in visita a casa sua, e fa in modo di sfruttare i poteri soprannaturali di quest'ultimo per far cadere il figlio a pochi metri dal traguardo. Tutto finisce bene: il professore si fidanza con Doriana, e a Cosmedin, cacciato dall'Inferno e pentito, viene data l'occasione di redimersi lavorando come domestico in casa della signora Casamandrei.

## Produzione
Le riprese ebbero luogo perlopiù tra Lecco, Stresa, Bologna e Milano, nonché all'Abetone; gli interni vennero ricostruiti ai teatri di posa della Farnesina di Roma.
La produzione fu complicata dalla difficile convivenza tra i ciclisti e Totò: i primi potevano infatti dedicare al film solo poche ore della loro giornata (tanti di loro erano infatti impegnati al Giro di Lombardia), ma d'altro canto dovevano fare i conti con le abitudini peculiari del protagonista, che rifiutava di lavorare in orario mattutino, spesso arrivava in ritardo sul set ed era incline a stancarsi velocemente, perdendo la concentrazione, durante le riprese, tutte circostanze che finivano per causare rallentamenti alla lavorazione della pellicola, esasperando i corridori e i relativi entourage.
In molte circostanze Totò, che nella vita reale era poco a suo agio nell’uso della bicicletta, si fece sostituire dalla controfigura Dino Valdi.